# Енгелберт I (Берг)
Енгелберт I фон Берг (на немски: Engelbert I von Berg, † юли 1189 в Кубин (сръбски: Ковин) в Банат, днес Сърбия) е граф на Берг от 1161 до 1189 г.

## Биография
Той е син на граф Адолф II от Берг († 12 октомври 1170) и втората му съпруга Ирмгард от Шварценбург. През 1160 г. баща му се отказва от всичките си служби и става монах в Алтенберг. Енгелберт и брат му Еберхард I си разделят земите. Той получава Графство Берг, а брат му Графство Алтена във Вестфалия.
Той е верен на император Фридрих I Барбароса и на архиепископите на Кьолн и увеличава територията си. През пролетта 1189 г. Енгелберт получава от Арнолд фон Теверен цялата му собственост от дясната страна на Рейн и на Ангер за 100 марки като залог.
През май 1189 г. той тръгва с войската на император Фридрих I Барбароса на Третия кръстоносен поход по река Дунав през Балканския полуостров. През началото на юли 1189 г. Енгелберт умира при Кубин в Сърбия, близо до тогавашната Унгарско-Византийска граница. Той е след брат му Адолф (1120/1127 – 1148) вторият от фамилията му, който умира на кръстоносен поход.

## Фамилия
Енгелберт е женен за Маргарета от Гелдерн (1158 – 1185), дъщеря на граф Хайнрих I от Гелдерн († 1182) от Дом Васенберг и на Агнес от Арнщайн. Те имат два сина:
- Адолф III фон Берг, граф на Берг, умира 1218 г. в Петия кръстоносен поход.
- Енгелберт II фон Берг, граф на Берг, става като Енгелберт I архиепископ на Кьолн, убит 1225 г.

Така неговата фамилия измира по мъжка линия през 1225 г.